# Junki Hata
Junki Hata (畑 潤基 Hata Junki?, nacido el 14 de agosto de 1994 en Aichi) es un futbolista japonés que se desempeña como delantero.

## Trayectoria

### Clubes
| Club              | País  | Año         |
| ----------------- | ----- | ----------- |
| V-Varen Nagasaki  | Japón | 2016 - 2017 |
| Azul Claro Numazu | Japón | 2017 -      |

## Estadística de carrera

### J. League
| Club              | Año   | J. League | J. League | Copa J. League | Copa J. League | Total | Total |
| Club              | Año   | Part.     | Goles     | Part.          | Goles          | Part. | Goles |
| ----------------- | ----- | --------- | --------- | -------------- | -------------- | ----- | ----- |
| V-Varen Nagasaki  | 2016  | 5         | 1         | -              | -              | 5     | 1     |
| V-Varen Nagasaki  | 2017  | 5         | 0         | -              | -              | 5     | 0     |
| Azul Claro Numazu | 2017  | 0         | 0         | -              | -              | 0     | 0     |
| Total             | Total | 10        | 1         | 0              | 0              | 10    | 1     |